# دانشنامه افرون و بروک‌هاوس

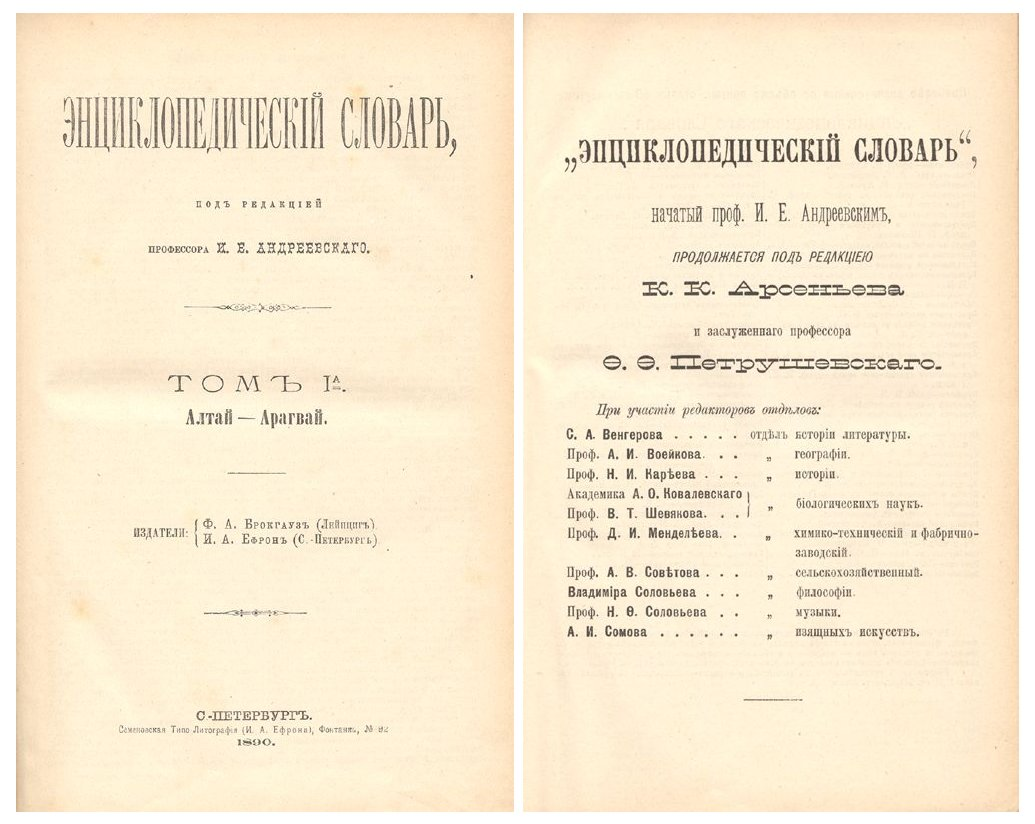
صفحات عنوان دیکشنری دانشنامه بروک هاوس

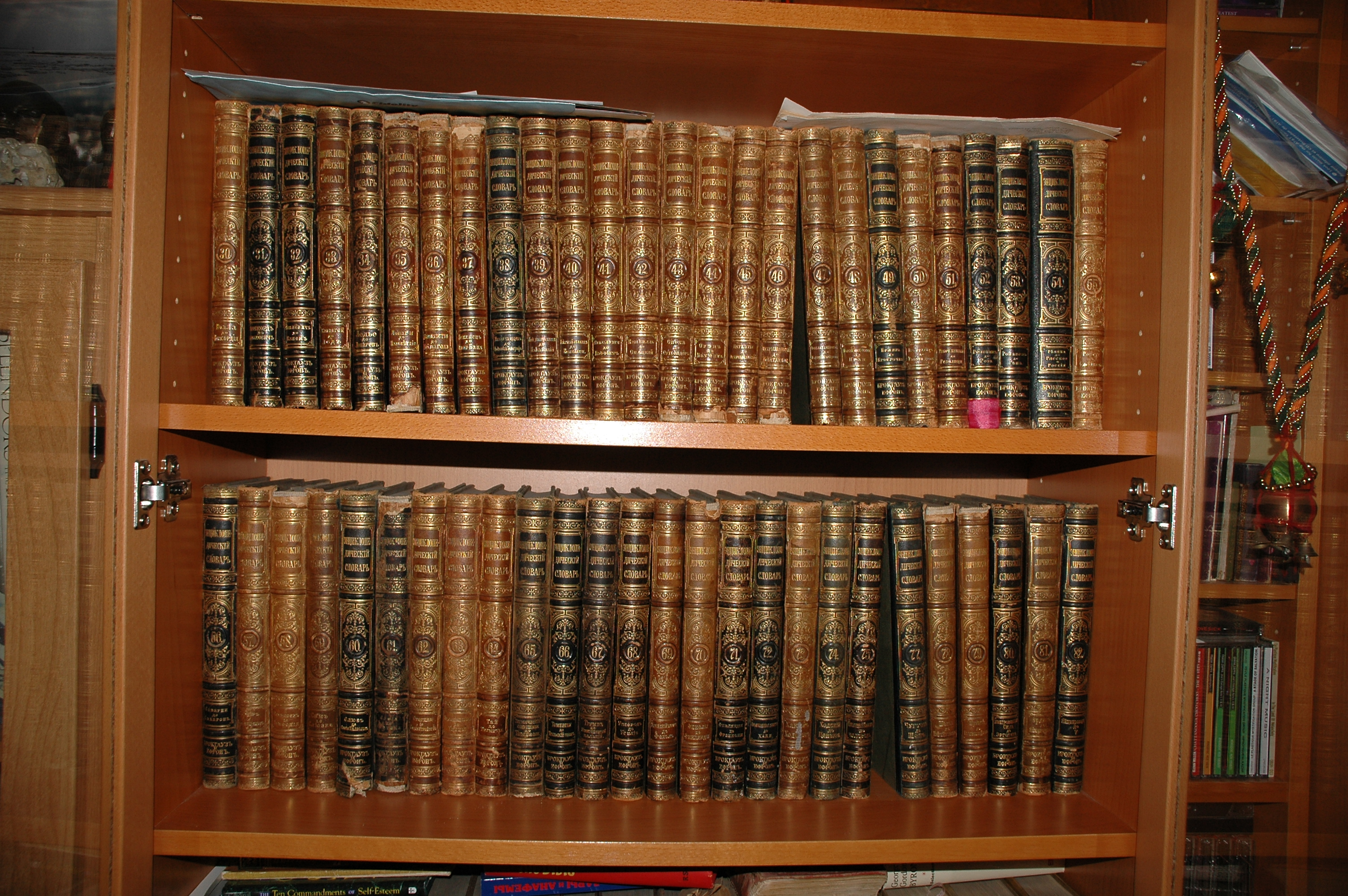
بخشی از جلد ۸۶ فرهنگ لغات دانشنامه افرون و بروک‌هاوس

دانشنامه بروک‌هاوس افرون و بروک‌هوس (روسی: Энциклопедический словарь Брокгауза и Ефрона) در(۳۵ جلد کوچک و ۸۶ جلد بزرگ، ۱۲۱٬۲۴۰ مقاله، ۷۸۰۰ عکس، ۲۳۵ نقشه) که مابین سال‌های ۱۸۹۰–۱۹۰۶ در امپراتوری روسیه انتشار یافت. تکمیل دانشنامه با سرمایه‌گذاری مشترک لایپزیگ و سن پترزبورگ به سرانجام رسید. دانشنامه را دانشمندان تراز اول امپراتوری روسیه دمیتری مندلیف و ولادیمیر سولویف به مرحلهٔ تحریر رساندند. پس از فروپاشی اتحاد جماهیر شوروی دانشنامه به چاپ مجدد رسید.